# Tatsuya Fukuzawa
Tatsuya Fukuzawa (福澤 達哉?, Fukuzawa Tatsuya; Kyoto, 1º luglio 1986) è un pallavolista giapponese.
Gioca nel ruolo di schiacciatore nel Paris.

## Carriera
La carriera di Tatsuya Fukuzawa inizia a livello scolastico nella Fushimi Jr. High School, per poi passare alla Chuo University; nel 2005 debutta in nazionale, prendendo parte alla World League. Nell'estate del 2008 torna a vestire la maglia della nazionale, prendendo parte ai Giochi della XXIX Olimpiade di Pechino.
Nella stagione 2008-09 inizia la carriera professionistica coi Panasonic Panthers, classificandosi al terzo posto in campionato e ricevendo il premio di miglior esordiente; si aggiudica invece il Torneo Kurowashiki, ricevendo un altro premio di miglior esordiente. Nell'estate del 2009 con la nazionale vince il campionato asiatico e oceaniano, dove viene premiato come MVP; grazie a questo successo partecipa alla Grand Champions Cup, dove si classifica al terzo posto e riceve il premio di miglior attaccante. Nella stagione 2009-10 vince lo scudetto, la Coppa dell'Imperatore ed il Torneo Kurowashiki, ripetendo l'impresa anche nella stagione successiva, venendo anche premiato come MVP del campionato. Nell'annata 2012-13 vince la sua terza Coppa dell'Imperatore ed è poi finalista in campionato ed al Torneo Kurowashiki, venendo inserito nel sestetto ideale di entrambe le competizioni. Nel campionato 2013-14 si aggiudica sia lo scudetto che il Torneo Kurowashiki.
Nella stagione 2015-16 si trasferisce per la prima volta all'estero, approdando in Brasile nel VBCE.
Ritorna in patria la stagione successiva, sempre ai Panasonic Panthers. Nel 2019, con la nazionale, vince la medaglia di bronzo al campionato asiatico e oceaniano.
Nella stagione 2019-20 si trasferisce in Francia, giocando per il Paris.

## Palmarès

### Club
- Campionato giapponese: 3

2009-10, 2011-12, 2013-14
- Coppa dell'Imperatore: 3

2009, 2011, 2012
- Torneo Kurowashiki: 4

2009, 2010, 2012, 2014

### Premi individuali
- 2009 - V.Premier League giapponese: Miglior esordiente
- 2009 - Torneo Kurowashiki: Miglior esordiente
- 2009 - Torneo Kurowashiki: Sestetto ideale
- 2009 - Campionato asiatico e oceaniano: MVP
- 2009 - Grand Champions Cup: Miglior attaccante
- 2010 - V.Premier League giapponese: Sestetto ideale
- 2010 - Torneo Kurowashiki: Sestetto ideale
- 2010 - Campionato asiatico per club: Miglior attaccante
- 2012 - V.Premier League giapponese: MVP
- 2012 - V.Premier League giapponese: Sestetto ideale
- 2013 - V.Premier League giapponese: Sestetto ideale
- 2013 - Torneo Kurowashiki: Sestetto ideale
- 2014 - Torneo Kurowashiki: Sestetto ideale
- 2015 - Torneo Kurowashiki: Sestetto ideale